# Rafael Saar
Rafael Saar é diretor de cinema brasileiro. Dirigiu longas, curtas-metragens, videoclipes e gravações de shows musicais. Tem Mestrado e é graduado em Cinema e Vídeo pela Universidade Federal Fluminense - UFF. Destaca-se o curta Depois de tudo, com Ney Matogrosso e Nildo Parente, vencedor de mais de 10 prêmios, como Melhor Ator para Nildo Parente no Festival de Brasília, e Melhor filme estrangeiro nas Jornadas Argentinas de Cine y Video Independiente. "Homem-ave" foi exibido em diversos festivais e integra a mostra itinerante “El roce de los cuerpos” organizada pelo Museu Reina Sofia. Foi assistente de direção e pesquisador do filme "Olho nu", de Joel Pizzini, sobre o cantor Ney Matogrosso, com o qual ganhou em 2012 no Festival de Brasília o prêmio Marco Antônio Guimarães, pelo seu trabalho de pesquisa. É comontador do curta-metragem "Mar de Fogo" (2015, dir. Joel Pizzini) que integrou a competição oficial do Festival de Berlim. Seu primeiro longa-metragem Yorimatã estreou nos cinemas em 2016 e foi premiado em diversos festivais, destacando-se prêmios de Melhor Filme pelo júri e pelo voto popular no In-Edit 2015.
  
Em 2023 estreou Peixe abissal, sobre o artista Luís Capucho, na Mostra Aurora na Mostra de Cinema de Tiradentes. O filme foi contemplado com ps prêmios de Melhor Documentário no Queer Lisboa e Melhor Direção no FIDBA - Festival Internacional de Cine Documental de Buenos Aires.
A convite do Instituto Moreira Salles dirige o curta-metragem "Caso do vestido", a partir do poema homônimo de Carlos Drummond de Andrade.  Participa da equipe do longa-metragem Homem com H, realizando a pesquisa para o roteiro de Esmir Filho. Sem Vergonha, com a canora Maria Alcina, estreia no Brasil na Mostra Internacional de Cinema de São Paulo, em 2024.
Filmografia
Cinema
| ano  | Título                  | gênero                        | função                                                        | Festivais | Premiações / indicações |
| ---- | ----------------------- | ----------------------------- | ------------------------------------------------------------- | --- | --- |
| 2025 | Homem com H             | Longa-metragem                | Pesquisa (Roteiro)                                            | | |
| 2024 | Sem vergonha            | Longa-metragem                | Diretor                                                       | •Mostra Internacional de Cinema de São Paulo, 2024, Brasil •Mostra de Cinema de Tiradentes, 2025, Brasil •17⁰ Festival Internacional do Documentário Musical - 15/06/2025 •MIMO Festival 2025 •11˚ Festival Goiamum Audiovisual - 09/07/2025 | Prêmio Especial do Júri - 11˚ Festival Goiamum Audiovisual |
| 2024 | Caso do vestido         | Curta-metragem                | Diretor, roteirista e montador                                | | |
| 2023 | Peixe abissal           | Longa-metragem                | Diretor, roteirista e montador                                | Mostra de Cinema de Tiradentes, 2023, Brasil Festival In-Edit Brasil, 2023, Brasil Festival Rio LGBTQIA+, 2023, Brasil Queer Lisboa, 2023, Portugal Festival Internacional de Cine Documental de Buenos Aires, 2023, Argentina Festival Internacional del Nuevo Cine Latinoamericano, 2023, Cuba Festival Mix Brasil de Cultura da Diversidade, 2023, Brasil Pirenópolis.doc, 2024, Brasil Panorama Coisa de Cinema, 2024, Brasil Festival Internacional de Cine de Gibara, 2024, Cuba DIGO – Festival da Diversidade Sexual, 2024, Brasil | Menção especial do júri - In-Edit Brasil 2023 Melhor Documentário - Queer Lisboa, 2023 Melhor Direção - Festival Internacional de Cine Documental de Buenos Aires, 2023 Melhor Longa-metragem - DIGO – Festival da Diversidade Sexual, 2024 |
| 2023 | Primavera em cada vida  | Curta-metragem                | Diretor, roteirista e montador (com Joaquim Castro)           | •Mostra de Cinema de Tiradentes, 2023, Brasil •Festival Ecrã, 2023 •Mostra do Filme Livre, 2023 •Festival Dobra, 2023 | |
| 2022 | Antes do amanhã         | Curta-metragem                | Montador (direção - Djin Sganzerla e André Guerreiro Lopes)   | •Festival Internacional de Curtas de São Paulo, 2022 •Festival de Cinema Satyricine Bijou •Beijing International Short Film Festival | |
| 2019 | Barretão                | Longa-metragem - Documentário | Montagem e pesquisa (direção - Marcelo Santiago)              | •Mostra Internacional de Cinema de São Paulo, 2019, Brasil •Festival do Rio, 2019, Brasil •Fest Aruanda, 2019, Brasil | |
| 2016 | Yorimatã                | Longa-metragem - Documentário | diretor / roteirista / produtor / montador                    | •Mostra Internacional de Cinema de São Paulo, 2014, Brasil •Semana dos Realizadores, 2014, Brasil •Festival Internacional del Nuevo Cine Latinoamericano de La Habana, 2014, Cuba •Mostra do Filme Livre, 2015, Brasil •In-Edit - 7 Festival Internacional do Documentário Musical, 2015, Brasil •Rio Festival Gay de Cinema, 2015, Brasil •Pirenópolis.Doc, 2015, Brasil •CineMúsica, 2015, Brasil •Festival MIMO, 2015, Brasil •Barcelona In-Edit Beefeater Festival, 2015, Espanha •For Rainbow – Festival de Cinema e Cultura da Diversidade Sexual, 2015, Brasil •XXX Festival del Cinema Latino Americano de Trieste, 2015, Itália •Primeiro Plano – Festival de Cinema de Juiz de Fora e Mercocidades, 2015, Brasil •Festival Mix Brasil de Cultura da Diversidade, 2015, Brasil •Forumdoc.BH - Festival do Filme Documentário e Etnográfico, 2015, Brasil •MUVI Lisboa – Festival Internacional de Música no Cinema, 2015, Portugal •Close - Festival Nacional de Cinema da Diversidade Sexual, 2015, Brasil •FestCineAmazônia, 2015, Brasil •Festival de Cine y Documental In-Edit Nescafé, 2015, Chile •34˚ Oficina de Música de Curitiba, 2016, Brasil •CinemAvvenire Film Festival, 2016, Itália •Iberodocs - 2019, Escócia | 2014 - 10 mais votados pelo público - Mostra de São Paulo 2015 - IN-EDIT Brasil – Melhor Filme - Júri 2015 - Pirenópolis.doc - Prêmio Especial de Pesquisa 2015 - Prêmio Delart - CineMúsica Conservatória 2015 - Menção Honrosa - Festival Mix Brasil 2016 - Menção Honrosa - Contra el silencio todas las voces |
| 2014 | Reencontro com o cinema | Curta-metragem - Documentário | montador (direção - Rafael de Luna Freire)                    | •Mostra Internacional de Cinema de São Paulo, 2014, Brasil | |
| 2014 | Mar de Fogo             | Curta-metragem - Experimental | assistente de direção e comontador (direção - Joel Pizzini)   | •Festival de Berlim (seleção oficial) •Festival do Rio •Kinoforum •Mostra Internacional de Cinema de São Paulo | |
| 2012 | Olho nu                 | Longa-metragem - Documentário | pesquisador e assistente de direção (direção - Joel Pizzini)  | •Festival de Brasília •Mostra Internacional de Cinema de São Paulo •Festival de Guadalajara •Festival de Havana •DOC LISBOA | Melhor Filme - Júri Popular - In-Edit 2014 |
| 2012 | Crisálida               | Curta-metragem - Documentário | diretor / roteirista / produtor / montador (com Thiago Brito) | •Festival CineMúsica 2012, Brasil. •Festival Internacional de Curtas-metragens do Rio de Janeiro – Curta Cinema 2012, Brasil. •Cinesul - 2013 •Mostra do Filme Livre 2013 •IN-EDIT 2013 •Jeri Digital 2014 | Melhor Filme - Júri Popular - Jeri Digital 2014 |
| 2010 | Homem-ave               | Curta-metragem - Experimental | diretor / roteirista / produtor / montador                    | •Festival Brasileiro de Cinema Universitário, Brasil, 2010. (Mostra Competitiva) •Festival Luso Brasileiro de Cinema de Santa Maria da Feira, Portugal, 2010. (Mostra Competitiva) •Festival Internacional de Escuelas de Cine, Uruguay, 2010. (Mostra Competitiva) •2º Festival Manuel Padeiro de Cinema e Animação, Brasil, 2010. (Mostra Competitiva) •Festival de Cinema Universitário da Bahia, Brasil, 2010. (Mostra Competitiva) •MIFEC - Mostra Internacional de Filmes de Escola, Portugal, 2011. (Mostra Competitiva) •Festival Manuel Padeiro de Cinema e Animação, Rio Grande do Sul, Brasil, 2011. (Mostra competitiva) •Festival Art Dèco de Curtas, São Paulo, 2011. (Mostra Competitiva) •Cinesul - Festival Ibero Americano de Cinema e Vídeo, Brasil, 2011 (Mostra Competitiva) •Festival de Cinema Latino-Americano de São Paulo, Brasil, 2011. (Mostra Competitiva) •VII Panorama Internacional Coisa de Cinema, Salvador, Brasil, 2011 •Kinoforum - Festival Internacional de Curtas-metragens de São Paulo, Brasil, 2011. (Mostra Competitiva) •5° CINEPORT - Festival de Cinema de Países de Língua Portuguesa, Paraíba, Brasil, 2011. (Mostra Competitiva) •11° Goiânia Mostra Curtas,Goiás, Brasil, 2011. (Mostra Competitiva) •CLOSE - Festival de Cinema da diversidade sexual de Porto Alegre, Rio Grande do Sul, Brasil, 2011. (Mostra Competitiva) • 2° Cine Riba, Rio de Janeiro, Brasil 2011. (Mostra Competitiva) • Festival Signes de Nuit, Paris, França, 2011 • Sansex -- 1. Mostra de Cinema e da Cultura da Diversidade Sexual de Santos, São Paulo, Brasil, 2011 • 7º Fest Aruanda do Audiovisual Brasileiro, Paraíba, Brasil, 2011 • III Festival de Jericoacoara, Ceará, Brasil, 2012. (Mostra Competitiva) • Festival Iberoamericano de Cinema de Sergipe, 2012. • Mostra do Filme Livre, Brasil, 2012 • Tercer Festival de Creación Visual y Videoarte, Ecuador, 2012 • El roce de los cuerpos - Cine y vídeo sobre los 80 latinoamericanos - Museo Nacional Centro de Arte Reina Sofia, Espanha, 2013 • El roce de los cuerpos - Cine y vídeo sobre los 80 latinoamericanos (Itinerância), Peru, 2014 • El roce de los cuerpos - Cine y vídeo sobre los 80 latinoamericanos (Itinerância), Argentina, 2014 | Prêmio Cachaça Cinema Clube Festival Brasileiro de Cinema Universitário, 2010. Finalista do Kodak Fiml School Competition, 2010 Menção Honrosa - 5° Cineport - Festival de Cinema de Países de Língua Portuguesa, 2011. Melhor Maquiagem - 2° Cine Riba |
| 2008 | Depois de tudo          | Curta-metragem - Ficcção      | diretor / roteirista / produtor / montador                    | •Festival de Brasília do Cinema Brasileiro, Brasília, Brasil, 2008 •Festival Mix Brasil de Cinema e Vídeo da Diversidade Sexual, São Paulo,Brasil, 2008 •II For Rainbow - Festival de Cinema da Diversidade Sexual, Fortaleza, Brasil, 2008 •London Lesbian and Gay Film Festival, Londres, Inglaterra, 2009 •MIAU - Mostra Independente do Audiovisual Universitário, Goiânia, 2009 •23º Festival Mix di Milano, Milão, Itália, 2009 •Festival Internacional de Cine Gay-lesbo-trans de Bilbao, Bilbao, Espanha, 2009 •Gay and Lesbian Film Festival of Tel Aviv, Tel Aviv, Israel, 2009 •Festival Brasileiro de Cinema Universitário, Rio de Janeiro, 2009 •Reel Afirmations: The Nation's LGBT Film Festival, Washington, EUA, 2009 •Festival Internacional de Curtas-metragens de São Paulo, 2009 •Perro Loco - Festival de cinema universitário latino-americano, Goiânia, 2009 •Janela Internacinal do Recife, Recife, 2009 •Festival do Rio, 2009 •29th Munich International Festival of Film Schools, Munique, Alemanha, 2009 •Hamburg International Lesbian and Gay Film Festival, Alemanha, 2009 •Lesbian and Gay Film Festival Hanover, Alemanha, 2009 •LesGaiCineMad, 14th Madrid International LGBT Film Festival, Madrid, Espanha •3o Llamale H, Uruguai, 2009 •Cinema Mundo - III Festival Internacional de Cinema de Itu, Brasil 2009 •5º Fest-Aruanda do Audiovisual Universitário Brasileiro, Brasil 2009 •32º Jornadas Argentinas e Internacionales de Cortometrajes – UNCIPAR – Argentina 2010 •18 º Vitória Cine Vídeo – Brasil - 2011 | Festival de Brasília do Cinema Brasileiro - Melhor Ator - Nildo Parente Festival Mix Brasil de Cinema e Vídeo da Diversidade Sexual - Melhor Interpretação - Ney Matogrosso e Nildo Parente II For Rainbow - Festival de Cinema da Diversidade Sexual - Melhor Desenho Sonoro / Melhor Roteiro Fest Aruanda do Audiovisual Universitário Brasileiro -- Melhor direção, 2009 Close - Festival Nacional de Cinema da Diversidade Sexual - Melhor Desenho Sonoro - 2010 Emcurta - Festival Universitário de Curtas-metragens da UNIGRANRIO - Melhor Ator, Nildo Parente, 2009 UNCIPAR - Jornadas Argentinas de Cine y Video Independiente - Melhor Filme Estrangeiro - Argentina 2010 CineRiba - Melhor Direção, Melhor Som, Especial do Júri para Ney Matogrosso e Nildo Parente, 2011 |

## Videoclipes
| ano  | Título                 | Artista                                                    | função                         |
| ---- | ---------------------- | ---------------------------------------------------------- | ------------------------------ |
| 2024 | Eles                   | Cássia Eller, Chico Chico, Juliana Linhares e Zélia Duncan | Diretor, fotógrafo e montador  |
| 2023 | Pérola azulada         | Thays Sodré                                                | Diretor, fotógrafo e montador  |
| 2021 | Espírito do som        | Cássia Eller                                               | Diretor e montador             |
| 2021 | Masculino e feminino   | Zabelê e Ney Matogrosso                                    | Diretor, fotógrafo e montador  |
| 2021 | The girl from Ipanema  | Antonio Adolfo                                             | Diretor, roteirista e montador |
| 2018 | 7Marias                | Rita Benneditto                                            | Diretor, roteirista e montador |
| 2017 | Tem Juízo, mas não usa | Mart'nália e Pedro Luis                                    | Diretor                        |
| 2017 | Sinto lhe dizer        | Mart'nália                                                 | Diretor                        |
| 2017 | Prática                | Zabelê                                                     | Diretor e montador             |
| 2015 | Maior                  | Dani Black e Milton Nascimento                             | Diretor e montador             |
| 2013 | Bigorrilho             | Maria Alcina e Ney Matogrosso                              | Diretor e montador             |
| 2013 | O castelo              | Kali C. e Luís Capucho                                     | Diretor e montador             |
| 2012 | Eu quero ser sua mãe   | Luís Capucho                                               | Diretor e montador             |

## Televisão
| ano  | Título                                        | função                         |
| ---- | --------------------------------------------- | ------------------------------ |
| 2022 | /lost+found - Episódio Saulo Pereira de Mello | Diretor                        |
| 2016 | A dama da canção - Alaíde Costa               | Diretor                        |
| 2014 | De normal bastam os outros - Maria Alcina     | Diretor, roteirista e montador |